# マージョン・ボーチャンプ
マージョン・ボーチャンプ（MarJon Beauchamp, 2000年10月12日 - ）は、アメリカ合衆国ワシントン州ヤキマ出身のプロバスケットボール選手。ニューヨーク・ニックスにツーウェイ契約で所属している。ポジションはスモールフォワード。

## 経歴

### ハイスクール
地元ワシントン州にて、ブランドン・ロイがヘッドコーチを務めるネイサン・ヘール高等学校へ進学。上級生にはマイケル・ポーター・ジュニアがいた。1年目のシーズンにチームは29勝0敗の好成績を残し、州大会で優勝した。
2年目のシーズン開幕前にヘッドコーチのロイがガーフィールド高等学校へ転任となり、自身も同校へ転校した。このシーズンも州大会で優勝し、全米高校選手権でもベスト4に進出した。
3年目のシーズン開幕前にモチベーションの低下や自宅でカビが発生したことなどを理由に、レイニアービーチ高等学校へ転校した。このシーズンは平均26得点・11リバウンド・5アシストを記録するなど主力として活躍し、メトロリーグのMVPを受賞した。
4年目のシーズン開幕前にドリームシティ・クリスチャンスクールへ転校した。

### リクルート
高校1年目のシーズン終了時点でワシントン大学など、NCAAの複数チームからオファーを受けていた。ESPNなどの主要サイトから4つ星評価を受けたが、2019年8月1日に大学へは進学しないことを発表した。

### カレッジ
高校卒業後は2021年のNBAドラフトへのアーリーエントリーを見据え、サンフランシスコで半年以上独自にトレーニングを続けていたが、新型コロナウイルスの影響で地元のワシントン州へ戻り、これを機に大学進学を再検討し始めた。その後、2021年3月にNJCAAのヤキマ・バリー短期大学へ進学した。ヤキマで1年間プレーして平均30.7得点・10.5リバウンド・4.8アシストの成績を記録した。シーズン終了後はワシントン大学やワシントン州立大学、オレゴン大学、テキサス工科大学、アーカンソー大学、ルイジアナ州立大学などNCAAの複数チームから関心を集めていたが、NCAAではプレーしない意向を表明した。

### NBAGリーグ・イグナイト
2021年9月23日にNBAGリーグ・イグナイトと契約した。
1年間プレーした後、2022年のNBAドラフトにエントリーした。

### ミルウォーキー・バックス
2022年6月23日に行われたNBAドラフトにて1巡目全体24位でミルウォーキー・バックスから指名され、2022年7月7日にバックスとのルーキー契約に合意した。11月9日のオクラホマシティ・サンダー戦でキャリアハイとなる8リバウンドを含む19得点、2スティールを記録し、チームは136-132で辛勝した。同月14日のアトランタ・ホークス戦でキャリアハイとなる20得点を含む8リバウンド、1アシスト、1ブロックを記録したが、チームは106-121で敗れた。

### ロサンゼルス・クリッパーズ
2024年2月6日、ケビン・ポーター・ジュニアのトレードでロサンゼルス・クリッパーズへ移籍した。3月1日、クリッパーズからウェイブされた。

### ニューヨーク・ニックス
2025年3月4日、ニューヨーク・ニックスとツーウェイ契約した。

## 個人成績

### NBA

#### レギュラーシーズン
| シーズン | チーム | GP  | GS | MPG  | FG%  | 3P%  | FT%   | RPG | APG | SPG | BPG | PPG |
| -------- | ------ | --- | -- | ---- | ---- | ---- | ----- | --- | --- | --- | --- | --- |
| 2022–23  | MIL    | 52  | 11 | 13.5 | .395 | .331 | .730  | 2.2 | .7  | .4  | .1  | 5.1 |
| 2023–24  | MIL    | 48  | 1  | 12.7 | .488 | .400 | .679  | 2.1 | .6  | .3  | .1  | 4.4 |
| 2024–25  | MIL    | 26  | 0  | 4.7  | .383 | .333 | .750  | 1.2 | .3  | .1  | .0  | 2.0 |
| 2024–25  | LAC    | 3   | 0  | 5.7  | .571 | .667 | .500  | 1.0 | .7  | .0  | .0  | 4.0 |
| 2024–25  | NYK    | 6   | 0  | 2.8  | .455 | .200 | 1.000 | 1.5 | .2  | .2  | .0  | 2.5 |
| 通算     | 通算   | 135 | 12 | 10.9 | .430 | .354 | .718  | 1.9 | .6  | .3  | .1  | 4.1 |

#### プレーオフ
| シーズン | チーム | GP | GS | MPG | FG%  | 3P%   | FT%  | RPG | APG | SPG | BPG | PPG |
| -------- | ------ | -- | -- | --- | ---- | ----- | ---- | --- | --- | --- | --- | --- |
| 2023     | MIL    | 2  | 0  | 2.6 | .667 | 1.000 | ---  | .5  | .0  | .0  | .0  | 2.5 |
| 2024     | MIL    | 4  | 0  | 2.4 | .250 | .000  | .500 | .3  | .5  | .0  | .0  | .8  |
| 通算     | 通算   | 6  | 0  | 2.5 | .429 | .333  | .500 | .3  | .3  | .0  | .0  | 1.3 |

### カレッジ
| シーズン | チーム | GP | GS | MPG  | FG%  | 3P%  | FT%  | RPG  | APG | SPG | BPG | PPG  |
| -------- | ------ | -- | -- | ---- | ---- | ---- | ---- | ---- | --- | --- | --- | ---- |
| 2020–21  | YVC    | 12 | 10 | 36.4 | .525 | .398 | .768 | 10.5 | 4.8 | 1.3 | 1.1 | 30.7 |

## 家族
アメリカ先住民の血を引いている。
曽祖父のヘンリーはヤキマで史上初となるアフリカ系アメリカ人の市長を務めた。